# Promenade des Anglais

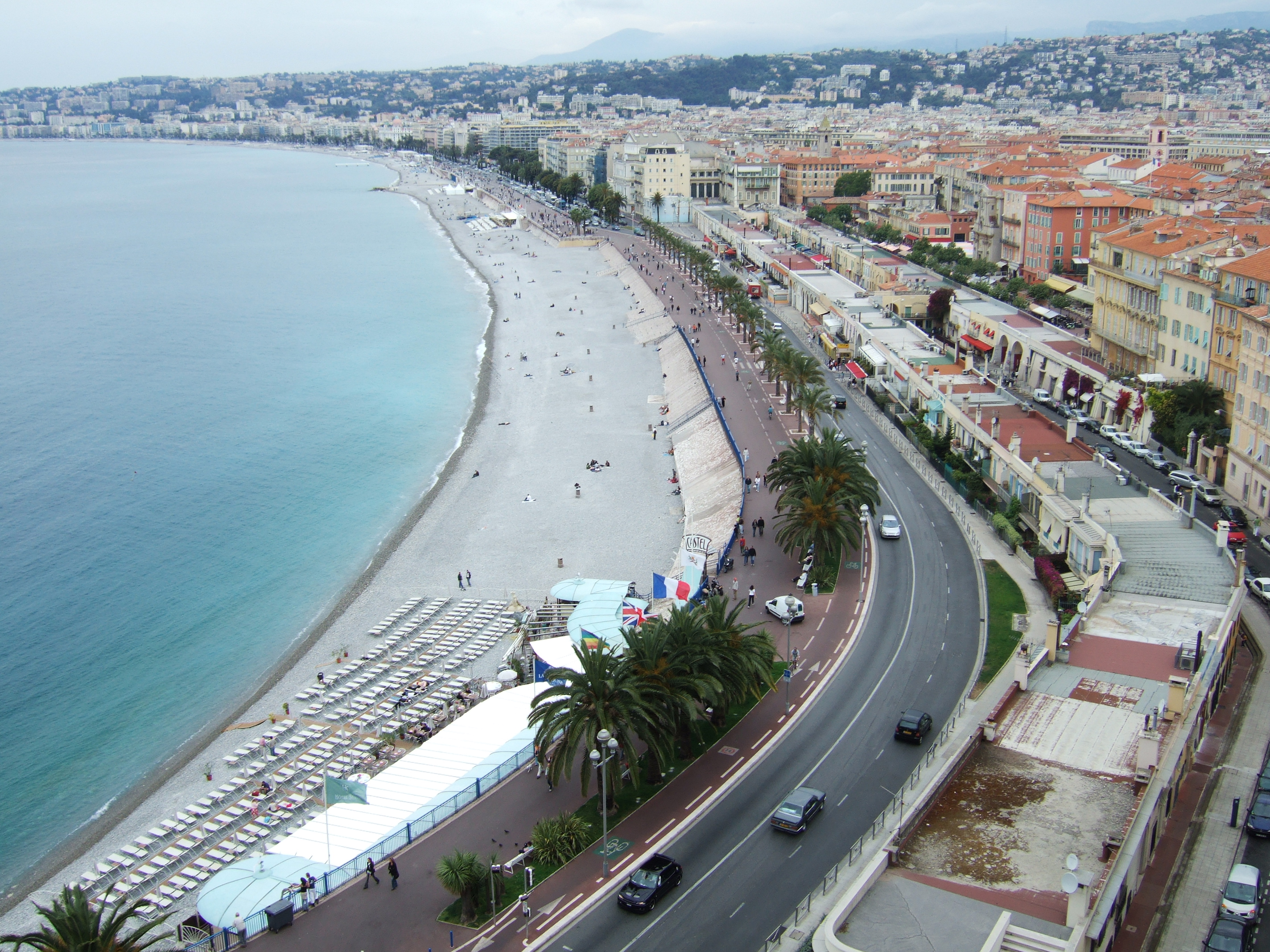
Promenade des Anglais, em Nice.

A Promenade des Anglais (pronúncia em francês: [pʁɔm.nad de.z‿ɑ̃ɡlɛ], lit. Passeio dos Ingleses) é uma avenida de 7 km, ladeada por uma promenade ao longo da costa da Baie des Anges, em Nice, França.
A Promenade des Anglais, chamada simplesmente Promenade ou La Prom pelos habitantes locais, com o seu grande passeio ao longo da baía e as suas famosas cadeiras azuis (chaises bleues) posicionadas para contemplar a costa mediterrânica, define-se como um local de lazer, frequentado por ciclistas, famílias, turistas e outros. Acolhe, anualmente, vários eventos, como o Carnaval de Nice ou a Batalha das Flores.